# Zettai zetsumei: denjarasu jiisan
Zettai zetsumei: denjarasu jiisan (絶体絶命でんぢゃらすじーさん? lett. "Morte assoluta: nonno pericoloso") è un manga realizzato da Kazutoshi Soyama e serializzato da Shogakukan sulla rivista CoroCoro Comic da ottobre 2001. Nel 2005 ha vinto il Premio Shogakukan per i manga come miglior manga per bambini. La serie è stata adattata in un anime di cinquantuno episodi trasmessa su TV Tokyo dall'aprile 2004 al marzo 2005, i cui diritti sono stati acquistati per la trasmissione in America Settentrionale dalla Viz Media, ed una serie di videogiochi. Una seconda stagione dell'anime, prodotta da J.C.Staff è iniziata in Giappone il 20 ottobre 2012.